# Haut-shérif du Powys
Le haut-shérif du Powys (High Sheriff of Powys en anglais et Uchel Siryf Powys en gallois) est le représentant judiciaire de la monarchie britannique dans le comté du Powys.
La fonction est pour la première fois exercée par Francis Amcotts Wilson, nommé le 26 mars 1974 pour l’année 1974-1975. Kathryn Susan Silk est le haut-shérif du Powys pour l’année 2024-2025 à la suite de sa nomination le 8 mars 2023.

## Histoire
Au sens du Local Government Act 1888, les shrievalties sont définies à partir des comtés administratifs créés à partir du 1er avril 1889 en Angleterre et au pays de Galles. Cependant, au pays de Galles, celles-ci sont modifiées au 1er avril 1974 d’après la disposition 219 du Local Government Act 1972,.
Une nouvelle shrievalty couvrant le comté du Powys est ainsi érigée à partir de celles du Montgomeryshire et du Radnorshire, ainsi que, de façon partielle, celle de Brecon. Alors que les fonctions de shérifs du Montgomeryshire (en), du Radnorshire (en) et de Brecon (en) sont abolies le 31 mars 1974, celle de haut-shérif du Powys est instituée au 1er avril 1974.
Le Local Government (Wales) Act 1994 abolit les comtés créés au pays de Galles par la loi de 1972 au 31 mars 1996. Toutefois, ceux-ci conservent un rôle cérémoniel limité en tant que comtés préservés, notamment dans le cadre des shrievalties. Ainsi, le comté préservé du Powys reste opérationnel dans de nouvelles limites territoriales, qui sont les mêmes que celles décrites par la loi en 1972, avec l’ajout des communautés de Llanrhaeadr-ym-Mochnant, de Llansilin et de Llangedwyn, issues du Clwyd.

## Liste des haut-shérifs
| Identité                                   | Nomination   | Souverain    | Année     |
| ------------------------------------------ | ------------ | ------------ | --------- |
| Francis Amcotts Wilson                     | 26 mars 1974 | Élisabeth II | 1974-1975 |
| Edward Arthur Trevor Bonnor-Maurice        | 18 mars 1975 | Élisabeth II | 1975-1976 |
| Hugo John Laurence Philipps                | 17 mars 1976 | Élisabeth II | 1976-1977 |
| Margaret Sidney, vicomtesse De L’Isle      | 9 mars 1977  | Élisabeth II | 1977-1978 |
| Diana Yarnton Barstow                      | 21 mars 1978 | Élisabeth II | 1978-1979 |
| William David Eynon Lowe                   | 14 mars 1979 | Élisabeth II | 1979-1980 |
| Tudor Morgan Howell                        | 19 mars 1980 | Élisabeth II | 1980-1981 |
| Robin Gibson-Watt                          | 18 mars 1981 | Élisabeth II | 1981-1982 |
| Peter Frederick Lowe                       | 10 mars 1982 | Élisabeth II | 1982-1983 |
| Herbert Noel Jerman                        | 16 mars 1983 | Élisabeth II | 1983-1984 |
| David Spencer Baird-Murray                 | 14 mars 1984 | Élisabeth II | 1984-1985 |
| Charles Richard Woosnam                    | 20 mars 1985 | Élisabeth II | 1985-1986 |
| Riba Dugdale                               | 26 mars 1986 | Élisabeth II | 1986-1987 |
| Rosalind Mary Thomas                       | 18 mars 1987 | Élisabeth II | 1987-1988 |
| Christopher Rupert Cyril Inglis            | 23 mars 1988 | Élisabeth II | 1988-1989 |
| Thomas George Steadman                     | 15 mars 1989 | Élisabeth II | 1989-1990 |
| Norman Oliver Tyler                        | 14 mars 1990 | Élisabeth II | 1990-1991 |
| Elizabeth Shân Josephine Legge-Bourke (en) | 20 mars 1991 | Élisabeth II | 1991-1992 |
| Ian Gray                                   | 16 mars 1992 | Élisabeth II | 1992-1993 |
| Andrew James Gibson-Watt                   | 10 mars 1993 | Élisabeth II | 1993-1994 |
| Susan Angela Garnons Ballance              | 15 mars 1994 | Élisabeth II | 1994-1995 |
| Peter English                              | 15 mars 1995 | Élisabeth II | 1995-1996 |
| William Ashe Dymock Windham (en)           | 13 mars 1996 | Élisabeth II | 1996-1997 |
| Rosalind Helen Penrose Price               | 19 mars 1997 | Élisabeth II | 1997-1998 |
| John Trevor Kynaston Trevor                | 18 mars 1998 | Élisabeth II | 1998-1999 |
| Jonathan Guy Coltman-Rogers                | 10 mars 1999 | Élisabeth II | 1999-2000 |
| William Nigel Henry Legge-Bourke           | 15 mars 2000 | Élisabeth II | 2000-2001 |
| David Patrick Trant                        | 14 mars 2001 | Élisabeth II | 2001-2002 |
| Sophie Clodagh Mary Blain                  | 26 mars 2002 | Élisabeth II | 2002-2003 |
| Penelope Anne Bourdillon                   | 20 mars 2003 | Élisabeth II | 2003-2004 |
| Beryl Davies, lady Davies                  | 10 mars 2004 | Élisabeth II | 2004-2005 |
| Frank Julian Even Salmon                   | 22 mars 2005 | Élisabeth II | 2005-2006 |
| David Jones Powell                         | 8 mars 2006  | Élisabeth II | 2006-2007 |
| John James Turner                          | 6 mars 2007  | Élisabeth II | 2007-2008 |
| Thomas Samuel Davis                        | 12 mars 2008 | Élisabeth II | 2008-2009 |
| David Thomas Marner Lloyd                  | 18 mars 2009 | Élisabeth II | 2009-2010 |
| Jennifer Anne Thomas                       | 17 mars 2010 | Élisabeth II | 2010-2011 |
| John Harold Brunt                          | 16 mars 2011 | Élisabeth II | 2011-2012 |
| Susan Large, lady Large                    | 14 mars 2012 | Élisabeth II | 2012-2013 |
| Bernard Bromley Harris                     | 13 mars 2013 | Élisabeth II | 2013-2014 |
| Philip Bowen                               | 5 mars 2014  | Élisabeth II | 2014-2015 |
| Michael Hugh Ledston Lewis                 | 19 mars 2015 | Élisabeth II | 2015-2016 |
| Ann Tudor                                  | 15 mars 2016 | Élisabeth II | 2016-2017 |
| Susan Elizabeth Thompson                   | 8 mars 2017  | Élisabeth II | 2017-2018 |
| David Rowland Price                        | 14 mars 2018 | Élisabeth II | 2018-2019 |
| David Lloyd Peate                          | 13 mars 2019 | Élisabeth II | 2019-2020 |
| Rhian Meredydd Duggan                      | 11 mars 2020 | Élisabeth II | 2020-2021 |
| Peter Ronald James                         | 10 mars 2021 | Élisabeth II | 2021-2022 |
| Thomas Henry Jones                         | 16 mars 2022 | Élisabeth II | 2022      |
| Thomas Henry Jones                         | 16 mars 2022 | Charles III  | 2022-2023 |
| Reginald Cawthorne                         | 8 mars 2023  | Charles III  | 2023-2024 |
| Kathryn Susan Silk                         | 13 mars 2024 | Charles III  | 2024-2025 |